# 瑞奇·艾許伯恩
唐納·理查德·艾許伯恩（英語：Donald Richard Ashburn，1927年3月19日—1997年9月9日），綽號「Putt-Putt」、「蒂爾登閃電」和「白子」（因為他亮棕色的頭髮而有此稱呼），為美國職棒大聯盟的中外野手。生涯前中期都效力於費城人隊，曾帶領球隊闖進1951年的世界大賽。他的1號背號後來被費城人隊永久退休，而他也於1995年入選名人堂。並在1997年去世，享年70歲。

## 職業生涯
1948年，艾許伯恩登上大聯盟。1950年球季的最後一場比賽，費城人與道奇在爭奪國聯冠軍。而艾許伯恩在1比1平手阻殺了對方跑者Cal Abrams。隨後Dick Sisler敲出再見全壘打，把費城人送進世界大賽。這年費城人的球員平均年齡只有26.4歲，因此外界也給了一個外號叫做「驚奇小子」(Whiz Kids)。這年因為王牌投手Curt Simmons因韓戰爆發被美軍徵召，加上球員因年輕導致比賽經驗較不足，最後世界大賽被洋基橫掃出局。
1951年，艾許伯恩入選明星賽。他還在明星賽中接殺了Vic Wertz一顆可能形成的全壘打。5月20日，他在雙重賽敲出了8支安打，而且全是一壘安打。而球隊至此之後再也無人能達成此紀錄。
1957年8月17日，艾許伯恩不小心將界外球擊中了一位觀眾Alice Roth。而這個人剛好是費城棒球專欄作家Earl Roth的太太。後來Roth因為鼻樑斷裂被擔架抬出場，結果在抬出場的途中，又被艾許伯恩的另一顆界外球擊中。不過Roth也知道艾許伯恩不是故意的，兩人後來不僅成為好朋友，Roth的小孩甚至日後成為費城人的球僮。
1959年球季結束後，他被交易至小熊隊。而艾許伯恩常常會在比賽後與在球場上野餐的球迷一同用餐，展現其親民的特質。
1962年球季，紐約大都會成立。而艾許伯恩也加入了這支新創立的球隊。這年他的打擊率高達3成06，而且還入選了明星賽。不過由於球隊剛成立，陣容深度不足。就算艾許伯恩一個人的帳面數據夠好看，球隊的戰績還是只有40勝120敗。而他也因此在球季結束後退休。

## 晚年
1963年，艾許伯恩成為費城人隊的球評。他也和兩位播報員Bill Campbell、By Saam合作了一段時間。1971年，Harry Kalas接替了Campbell的位置。1976年，Saam宣布退休。於是艾許伯恩也和Kalas播報了長達20年，兩人也培養了深厚的友誼。而艾許伯恩也會定時寫一些關於費城人的專欄文章。
1997年球季，艾許伯恩打算在這年球季結束後退休。然而他卻在9月9日播報完比賽後，晚間因心臟病發猝逝。後來他被安葬在賓州的蒙哥馬利縣的循道宗教堂公墓。

## 獎項與榮譽

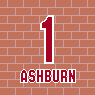
1979年，費城人將艾許伯恩的1號球衣永久退休。

1995年，他與費城人另一位球星麥克·舒密特一同入選名人堂。1997年，他入選費城的播報名人堂。
2004年，艾許伯恩入選費城運動名人堂。
後來球隊也創造出了艾許伯恩特殊成就獎，頒發給對球隊展現出高度忠誠、高度貢獻和高度熱情的人物。
費城人主場市民銀行球場的中外野後方區塊，也被命名為艾許伯恩區（Ashburn Alley）。

## 外部連結
- 球員資訊和成績在MLB ，ESPN ，Retrosheet ，Baseball Reference ，Baseball Reference (Minors) ，Fangraphs ，The Baseball Cube （英文）
- 瑞奇·艾許伯恩在台灣棒球維基館上的頁面（繁體中文）